# Тасакорте
Тасакорте (ісп. Tazacorte) — муніципалітет в Іспанії, у складі автономної спільноти Канарські острови, у провінції Санта-Крус-де-Тенерифе, на острові Ла-Пальма. Населення — 5697 осіб (2010).
Муніципалітет розташований на відстані близько 1840 км на південний захід від Мадрида, 160 км на захід від Санта-Крус-де-Тенерифе.
На території муніципалітету розташовані такі населені пункти: (дані про населення за 2010 рік)
- Кардон: 99 осіб
- Ла-Коста: 556 осіб
- Маріна: 349 осіб
- Пуерто: 1434 особи
- Сан-Борондон: 328 осіб
- Тарахаль: 41 особа
- Тасакорте: 2890 осіб

## Демографія
Динаміка населення (INE ):

## Галерея зображень

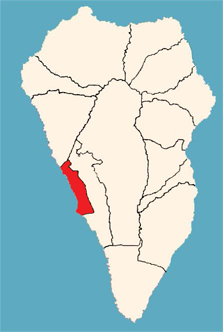
Розташування муніципалітету на острові Ла-Пальма
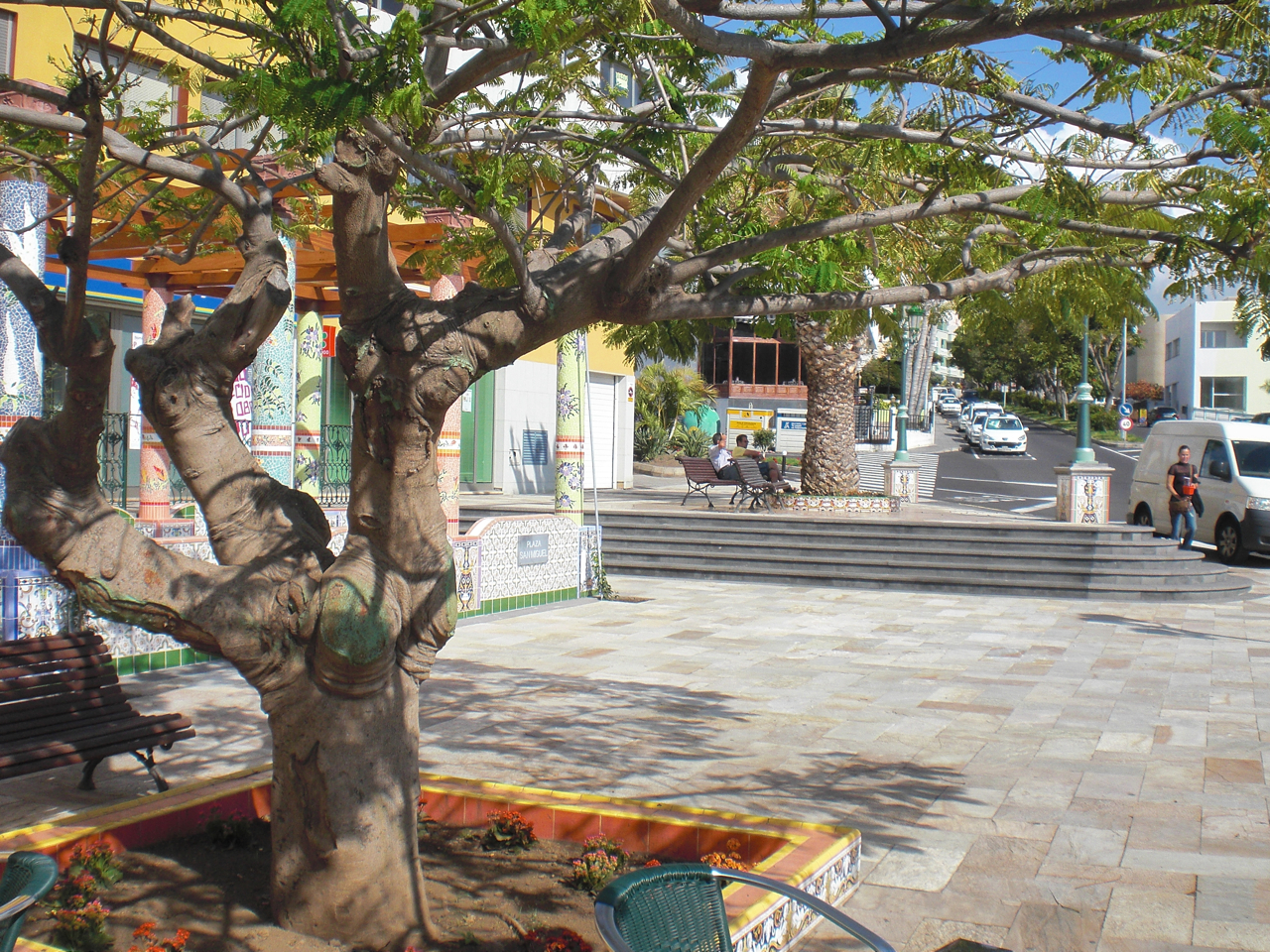
Площа Сан-Мігель
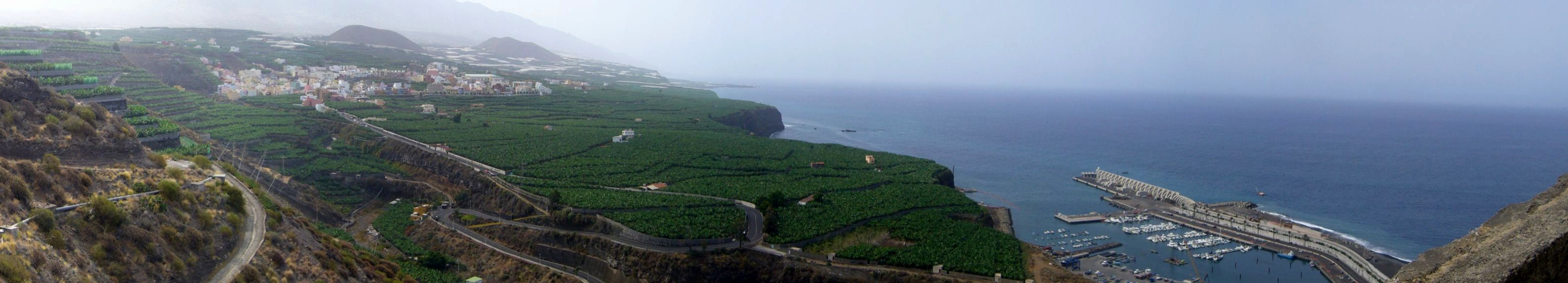
Тасакорте і порт